# Semproni Atratí
Els Semproni Atratí (llatí: Sempronii Atratini) foren una branca patrícia de la gens Semprònia que portà el cognomen Atratí. Els seus membres es van distingir al començament de la República, però després van patir un eclipsi entre el 380 aC i el 34 aC en què no apareix cap membre de la família.
Els personatges més destacats van ser:
- Aulus Semproni Atratí, magistrat romà.
- Aulus Semproni Atratí el jove, tribú consular
- Luci Semproni Atratí, cònsol de Roma.
- Aulus Semproni Atratí, tribú amb poder consular.
- Gai Semproni Atratí, cònsol de Roma.
- Aulus Semproni Atratí, Magister Equitum sota el dictador Tit Quinti Cincinnat l'any 380 aC.[2]
- Luci Semproni Atratí, cònsol de Roma el 34 aC.